# 찰스 래드번
찰스 가드너 래드번(Charles Gardner Radbourn, 1854년 12월 11일 ~ 1897년 2월 5일)은 미국의 야구 선수로, 올드 호스(Old Hoss)라는 애칭으로 알려진 선수이다. 메이저 리그 야구에서 총 12시즌을 뛰며 통산 309승, 평균자책점 2.68, 탈삼진 1,830개를 기록했다. 특히 1884년에는 내셔널 리그 역사상 두 번째 트리플 크라운을 차지했으며, 현재까지도 깨지지 않는 메이저 리그 한 시즌 최다 승인 59승을 기록했다. 1939년에 미국 야구 명예의 전당에 입성했다.